# Мищерово
Мищерово (баш. Мишәр) — деревня в Балтачевском районе Республики Башкортостан Российской Федерации. Входит в состав Тошкуровского сельсовета. 

## География

### Географическое положение
Расстояние до:
- районного центра (Старобалтачёво): 7 км,
- центра сельсовета (Тошкурово): 8 км,
- ближайшей ж/д станции (Куеда): 73 км.

## Этимология
Название деревни происходит от сословия в которое входили в основном татары - мишаре

## История
Деревня основана башкирами Кыр—Таныпской волости Сибирской дороги на собственных землях.
В 1733 году в эту деревню поселились тептяри, и согласно IV ревизии 1782 года в деревне проживали только тептяри. А перед V ревизией (1795 года) поселились и мишари.
В 1795 году население села в сословном плане делилось на башкир-вотчинников (67), тептярей (31) и мишарей (10), а в 1816 году ревизия зафиксировала 78 башкир-вотчинников, 60 тептярей, 19 мишарей..
В 1836 году здесь проживало население, которое относилось к сословию башкир-вотчинников, тептяр и  мишарей, и в 1859 году, по данным X ревизии, в дервене проживали башкир-вотчинники, мишаре и тептяре.
В 1843 году на 105 башкир-вотчинников было посеяно всего 480 пудов озимого и 904 ярового хлеба. 
Население, в основном, занимались скотоводством (разводили лошадей, коров, овец и коз), пчеловодством и бортничеством. Кроме того, жители занимались сплавом плотов и барок.
В «Списке населенных мест по сведениям 1870 года», изданном в 1877 году, населённый пункт упомянут как деревня Мещерова 2-го стана Бирского уезда Уфимской губернии. Располагалась при реке Таныпе, в 82 верстах от уездного города Бирска и в 30 верстах от становой квартиры в селе Тепляки. В деревне, в 74 дворах жили 450 человек (246 мужчин и 204 женщины, мещеряки, тептяри), была мечеть. Жители занимались плотничеством и пилкой леса.
В 1906 году в деревне проживало 484 человека, в 1920 году — 470, мишари.
С конца XIX века при деревенской мечети действовало медресе.
До начала 2000-х гг. в деревне действовала начальная школа.

## Население
| 2002 | 2009 | 2010 |
| ---- | ---- | ---- |
| 208  | ↘191 | ↘164 |

Согласно переписи населения 1926 года, население относило себя к мишарям и татарам, а в последующих переписях населения и до 1979 года указывались как татары.
Согласно переписи 2002 года, преобладающая национальность — башкиры (97 %) По справке, составленной научным сотрудником Казанского Института языка, литературы и искусств Дамиром Исхаковым, на анализе данных переписей 1926-1979 было установлено, что местное население в рамках политики башкиризации, переписано с татар на башкир в 1979 году, а по предыдущим переписям в селе проживали мишари (1926 г.) и позже татары.

## Язык
Согласно переписи 2010 года население деревни родным языком указало татарский язык. Язык жителей относится к байкибашевскому говору мишарского диалекта татарского языка.

## Известные личности
- Мукимов Рахимьян Мукимович,  заведующий фермой колхоза «Урал», кавалер Ордена Трудового Красного Знамени

## Улицы
- Кооперативная улица
- Набережная улица
- Улица Фрунзе
- Улица Чапаева
- Переулок Южная